# Judith Arndt
Judith Arndt   (Königs Wusterhausen, 23 de juliol de 1976) és una ciclista alemanya que ha destacat en la ruta i en la pista.
En ruta cal destacar sobretot les medalles de plata als Jocs Olímpics en les proves de contrarellotge i línia. També ha aconseguit nombroses medalles als Campionats del món.
En pista va aconseguir una medalla de bronze als Jocs Olímpics d'Atlanta en persecució.

## Palmarès en ruta
- 1998
  -  Campiona d'Alemanya en contrarellotge
- 1999
  -  Campiona d'Alemanya en contrarellotge
  - 1a al Tour de Bretanya
  - 1a a l'Eurosport Tour i vencedora d'una etapa
  - Vencedora d'una etapa al Holland Ladies Tour
- 2001
  -  Campiona d'Alemanya en contrarellotge
  - 1a a la Gracia ČEZ-EDĚ i vencedora de 2 etapes
  - 1a al Tour de Bretanya i vencedora d'una etapa
  - 1a al Rotterdam Tour
  - Vencedora d'una etapa del Tour de l'Aude
  - Vencedora d'una etapa del Women's Challenge
- 2002
  -  Campiona d'Alemanya en ruta
  - 1a al Tour de l'Aude i vencedora d'una etapa
  - 1a al Women's Challenge i vencedora de 2 etapes
  - 1a al Tour de Snowy
  - 1a al Redlands Bicycle Classic i vencedora de 2 etapes
  - Vencedora d'una etapa al Gran Bucle
  - Vencedora d'una etapa a la Volta a Castella i Lleó
- 2003
  -  Campiona d'Alemanya en contrarellotge
  - 1a al Tour de l'Aude
  - Vencedora de 3 etapes al Gran Bucle
  - Vencedora de 2 etapes a la Gracia Orlová
- 2004
  -  Medalla d'argent als Jocs Olímpics del 2004 en Ruta
  -  Campiona del Món en ruta
  -  Campiona d'Alemanya en contrarellotge
  - 1a al Tour del Gran Mont-real i vencedora d'una etapa
- 2005
  -  Campiona d'Alemanya en contrarellotge
  - 1a a la Gracia Orlova i vencedora de 2 etapes
  - 1a a la LuK Challenge (amb Trixi Worrack)
  - 1a a la Volta a Castella i Lleó i vencedora d'una etapa
  - 1a al Gran Premi de Gal·les
  - Vencedora d'una etapa a la Volta a Nova Zelanda
  - Vencedora de 2 etapes al Tour de Feminin-Krásná Lípa
- 2006
  - 1a a la Gracia Orlova i vencedora de 3 etapes
  - 1a a la Copa del món ciclista femenina de Mont-real
  - Vencedora d'una etapa del Tour del Gran Mont-real
  - Vencedora d'una etapa al Holland Ladies Tour
- 2007
  - 1a a la Gracia Orlova i vencedora de 2 etapes
  - 1a a la Volta a Turíngia i vencedora d'una etapa
  - 1a a la Volta a Nova Zelanda i vencedora d'una etapa
  - 1a a la Copa d'Alemanya
  - Vencedora d'una etapa del Tour del Gran Mont-real
  - Vencedora d'una etapa del Giro d'Itàlia
  - Vencedora d'una etapa del Tour de l'Aude
  - Vencedora d'una etapa al Holland Ladies Tour
  - Vencedora d'una etapa del Giro de Toscana-Memorial Michela Fanini
- 2008
  - 1a a la Copa del món
  - 1a a la Volta a Turíngia
  - 1a a la Volta a Nuremberg
  - 1a a la Copa del món ciclista femenina de Mont-real
  - 1a al Tour del Gran Mont-real i vencedora de 3 etapes
  - 1a a la Copa d'Alemanya
  - 1a al Giro de Toscana-Memorial Michela Fanini i vencedora d'una etapa
  - 1a al Tour de Flandes
  - Vencedora d'una etapa del Tour de l'Aude
- 2009
  - 1a a l'Emakumeen Bira i vencedora de 3 etapes
  - Vencedora d'una etapa del Giro d'Itàlia
- 2010
  -  Campiona d'Alemanya en contrarellotge
  - 1a al Giro de Toscana-Memorial Michela Fanini
  - Vencedora d'una etapa a l'Emakumeen Bira
  - Vencedora d'una etapa de la Ruta de França
- 2011
  -  Campiona del Món en contrarellotge
  -  Campiona d'Alemanya en contrarellotge
  - 1a a la Volta a Nova Zelanda i vencedora de 2 etapes
  - 1a al Giro del Trentino i vencedora d'una etapa
  - 1a al Chrono champenois
  - 1a al Memorial Davide Fardelli
  - 1a a l'Open de Suède Vårgårda TTT
  - Vencedora d'una etapa de la Jayco Bay Cycling Classic
  - Vencedora de 2 etapes de la Volta a Turíngia
  - Vencedora de 2 etapes del Giro de Toscana-Memorial Michela Fanini
- 2012
  -  Medalla d'argent als Jocs Olímpics de Londres en Contrarellotge
  -  Campiona del Món en contrarellotge
  -  Campiona d'Alemanya en ruta
  -  Campiona d'Alemanya en contrarellotge
  - 1a a la Volta a Turíngia
  - 1a al Tour de Flandes
  - 1a a l'Emakumeen Bira
  - 1a a la Santos Women's Tour i vencedora d'una etapa
  - 1a al Ladies Tour of Qatar
  - Vencedora d'una etapa a la Volta a Nova Zelanda

## Palmarès en pista
- 1996
  -  Medalla de bronze als Jocs Olímpics d'Atlanta en Persecució individual
  -  Campiona d'Alemanya en persecució
  -  Campiona d'Alemanya en puntuació
- 1997
  -  Campiona del Món en persecució
- 1999
  -  Campiona d'Alemanya en persecució
- 2000
  -  Campiona d'Alemanya en persecució

### Resultats a laCopa del Món
- 1998
  - 1a a Berlín, en Puntuació